# XIX Mostra de Cinema Llatinoamericà de Catalunya
La XIX Mostra de Cinema Llatinoamericà de Catalunya va tenir lloc a Lleida entre el 12 i el 19 d'abril de 2013. Fou organitzada pel Centre Llatinoamericà de Lleida amb el suport del Patronat de Turisme de la Paeria de Lleida i la col·laboració de la Fundació "la Caixa", la Universitat de Lleida, l'Instituto de Cooperación Iberoamericana, el Ministeri d'Assumptes Socials d'Espanya, la Casa de América i la Casa Amèrica Catalunya. Les projeccions es van fer a La Llotja de Lleida, al CaixaForum Lleida o l'Espai Funàtic.
En aquesta edició es van projectar 117 produccions de 14 països, d'ells 10 llargmetratges i 10 curtmetratges a la secció oficial, i 7 produccions a les Sessions Especials. Fou inaugurada a La Llotja de Lleida amb la projecció de Por un tiempo, de Gustavo Garzón, on s'hi atorgà el premi d'Honor a José Coronado i Damián Alcázar, el premi Jordi Dauder a la Creativitat a Pere Portabella i a Pere Arquillué. La periodista Teresa Montoro de RNE ha rebut el premi Ángel Fernández-Santos. Fora de la Mostra es va fer l'exposició Il·lusió i moviment. De les ombres al film, amb peces de la Col·lecció de Josep Maria Queraltó i Bonell (una de les col·leccions privades de cinema i audiovisual més importants d'Europa) i l'exposició Sud-amèrica, el fil que ens recorda la vida, al Cafè del Teatre.

## Pel·lícules exhibides

### Llargmetratges de la selecció oficial
- El último Elvis d'Armando Bó Jr
- La vida precoz y breve de Sabina Rivas de Luis Mandoki
- Mejor no hablar de ciertas cosas de Javier Andrade
- Por un tiempo de Gustavo Garzón
- La demora de Rodrigo Plá /
- O Som ao Redor de Kleber Mendonça Filho
- La playa DC de Juan Andrés Arango
- Matrimonio de Carlos Jaureguialzo
- Una noche de Lucy Mulloy
- El limpiador d'Adrián Saba

### Sessions especials
- El maestro saharaui de Nicolás Muñoz Avia
- Una mujer sin sombra de Javier Espada
- Nicaragua … el sueño de una generación de Roberto Persano i Santiago Nacif Cabrera
- Mujeres. Nosotras en Colombia
- Juan Marsé habla de Juan Marsé d'Augusto Martínez Torres

## Jurat
El jurat era presidit per Àlex Gorina.

## Premis
Els premis atorgats en aquesta edició foren:
| Categoria                                           | Premiat                                | Treball                          |
| --------------------------------------------------- | -------------------------------------- | -------------------------------- |
| Millor llargmetratge                                | Mejor no hablar de ciertas cosas       | Javier Andrade                   |
| Menció especial llargmetratge                       | O Som ao Redor                         | Kleber Mendonça Filho            |
| Premi del Públic                                    | La vida precoz y breve de Sabina Rivas | Luis Mandoki                     |
| Premi del Públic                                    | El último Elvis                        | Armando Bó Jr                    |
| Premi del Públic                                    | Por un tiempo                          | Gustavo Garzón                   |
| Millor director (Premi Obra Social "la Caixa")      | Javier Andrade                         | Mejor no hablar de ciertas cosas |
| Millor opera prima                                  | El último Elvis                        | Armando Bó Jr                    |
| Millor actor                                        | Carlos Vallarino                       | La demora                        |
| Millor actriu                                       | Roxana Blanco                          | La demora                        |
| Millor guió (Premi Casa Amèrica Catalunya)          | O Som ao Redor                         | Kleber Mendonça Filho            |
| Premi Radio Exterior de España al millor documental | La playa DC                            | Juan Andrés Arango               |
| Millor curtmetratge                                 | Pothound                               | Christopher Guinness             |
| Menció al curtmetratge                              | Voice Over                             | Martín Rosete                    |
| Premi Ángel Fernández-Santos                        | Teresa Montoro                         |                                  |
| Premi d'Honor                                       | José Coronado Damián Alcázar           |                                  |
| Premi Jordi Dauder                                  | Pere Arquillué Pere Portabella         |                                  |